# Friedrich Konrad (Gewichtheber)

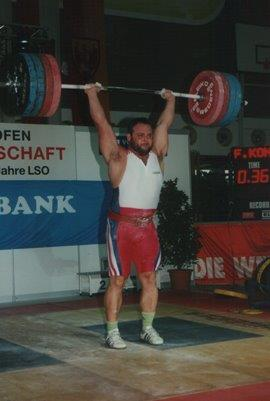
Staatsmeisterschaften in Braunau 1997

Friedrich Konrad (* 1. Januar 1967 in Vöcklabruck) ist ein ehemaliger österreichischer Gewichtheber. Er wuchs in Frankenmarkt auf und begann 1987 mit dem Leistungssport.

## Karriere
Konrad wurde von 1993 bis 1998 in Serie Österreichischer Staatsmeister im olympischen Zweikampf (1993 +108 kg, 1994–1997 +108 kg, 1998 +105 kg). In dieser Zeit startete Konrad auch bei Welt- und Europameisterschaften, wo er einen 10. Platz (1993 in Sofia EM) und einen 13. Platz (1994 in Istanbul WM) erreichen konnte. Dort fixierte er auch österreichischen Rekord im olympischen Zweikampf (+108 kg).
Nach einem schweren Autounfall, den er dank seiner Statur überlebte, scheiterten alle Versuche an alte Leistungen anknüpfen zu können.